# Mac OS X Snow Leopard
Mac OS X Snow Leopard es la séptima versión del sistema operativo de Apple Mac OS X, fue lanzado públicamente el 28 de agosto de 2009. Su precios de salida fueron de 29 € para actualizar a los usuarios de Leopard y por 169 € el Mac Box Set (Mac OS X Snow Leopard, iLife '09 y iWork '09) para los poseedores de un ordenador con Mac OS X  anteriores (Tiger) y procesador Intel. Es más rápido que la versión 10.5 Leopard y está disponible en el Apple Store y en distribuidores autorizados Apple. Casi no ofrece cambios en el diseño gráfico.
A pesar de que desde febrero de 2014, Apple ha dejado de publicar actualizaciones de seguridad, aún mantiene en venta el DVD de instalación desde su tienda en línea, por valor de 18,00€.
Las mejoras incluidas en esta versión son:
- Nuevo exposé integrado en el Dock.
- Innovación en caracteres chinos pudiendo usar el touchpad para insertarlos.
- Ajuste automático de la zona horaria.
- Mejoras en la selección de texto en PDF.
- Soporte para conectarse a los servidores  Microsoft Exchange 2007 en las aplicaciones de Agenda (Address Book), Mail e iCal.[1]
- Tiempos de instalación menores y menor uso de espacio de disco duro[2]
- Soporte para 16 TB teóricos de RAM a través de mayor desarrollo de tecnologías de núcleos de 64 bits.[3]
- Grand Central: una tecnología de programación paralela que permite usar las ventajas de los procesadores multinúcleo y optimizar la ejecución de aplicaciones de Mac OS X.[4] que busca que el sistema operativo tome mayor ventaja de las CPUs de multinúcleo[1]
- QuickTime X que tendrá soporte optimizado para codecs actuales[1]
- OpenCL (Open Computing Language): que permitirá a los desarrolladores programar aplicaciones que utilicen la unidad de procesamiento gráfico (GPU) para usos no gráficos.[1]
- Un núcleo de 64 bits que proveerá de un ambiente completo de 64 bits para las aplicaciones, junto con soporte de 32 bits para las Macs más antiguas. Esto permitirá hasta un máximo teórico de 16TB de memoria RAM.[5]

Requisitos generales
- Ordenador Mac con procesador de Intel
- 1 GB de memoria
- 5 GB de espacio en disco disponible
- Unidad de DVD para la instalación
- Algunas prestaciones necesitan disponer de conexión a Internet; se aplicarán las tarifas correspondientes.
- Algunas prestaciones necesitan disponer del servicio MobileMe de Apple; se aplicarán las tarifas correspondientes; consulta las condiciones.